# 紫香楽宮
紫香楽宮（しがらきのみや、信楽宮）は、奈良時代に聖武天皇が近江国甲賀郡（現在の滋賀県甲賀市）に営んだ離宮。のちに「甲賀宮（こうかのみや）」とも。

## 名称
「紫香楽」の地名表記については、正倉院文書には「信楽宮」としたものが3件ある一方で、「紫香楽」と表記したものが全く無いため、続日本紀が編纂されたときの修辞の可能性が考えられる。また744年（天平16年）を境に、宮名が「信楽宮」（続日本紀では「紫香楽宮」）から「甲賀宮」へと変化しており、これは単なる離宮から甲賀寺と一体の都とされたことにより宮名が改められたか、離宮の紫香楽宮とは別に宮町遺跡の地に甲賀宮が造営されたものとも言われる。

## 歴史

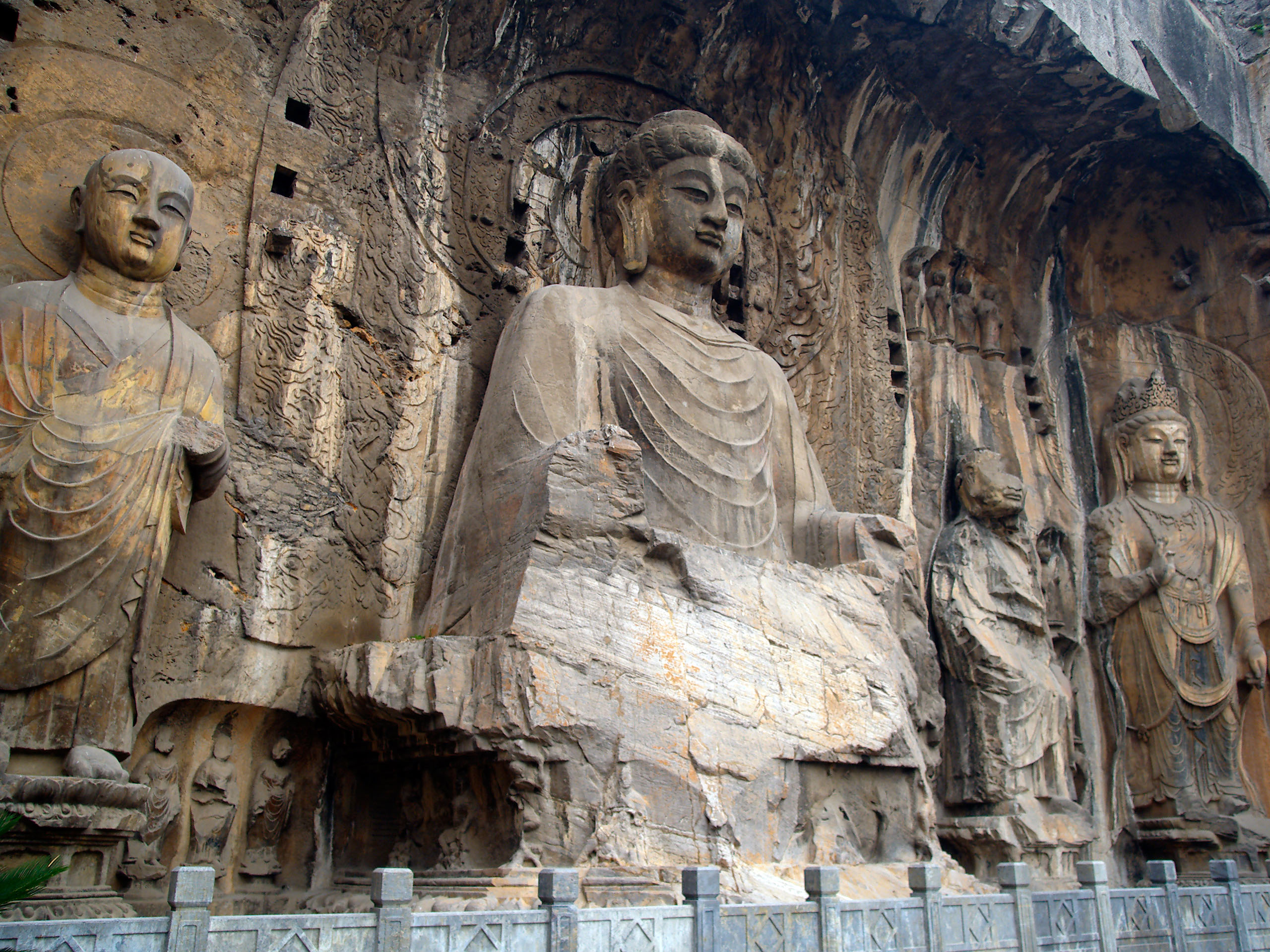
中国、龍門石窟の盧舎那仏

### 紫香楽宮
740年（天平12年）の藤原広嗣の乱ののち、聖武天皇は恭仁京（現在の京都府木津川市加茂地区）に移り、742年（天平14年）には近江国甲賀郡紫香楽村に離宮を造営してしばしば行幸した。これが紫香楽宮である。
翌743年（天平15年）10月、天皇は紫香楽の地に盧舎那仏を造営することを発願した。これは恭仁京を唐の洛陽に見立て、その洛陽と関係の深い龍門石窟の盧舎那仏を紫香楽の地で表現しようとしたものとみられる。12月には恭仁宮の造営を中止して、紫香楽宮の造営が更に進められた。

### 甲賀宮
744年（天平16年）、信楽宮から甲賀宮へ宮名の変化が徐々にあらわれ、11月には甲賀寺に盧舎那仏像の体骨柱が建てられた。
745年（天平17年）1月には新京と呼ばれ、宮門に大楯と槍が立てられ、甲賀宮が都とされた。更に同年4月15日には、流罪となっていた塩焼王を許して京に入ることを許していることから、実態は不明ながら京（紫香楽京）の範囲が設定されていたとみられる。しかし人臣の賛同を得られず、また山火事や天平地震などの天災と不幸なことが相次ぎ、同年5月に平城京へ戻ることになった。このため甲賀寺の盧舎那仏の計画は、「奈良の大仏」東大寺盧舎那仏像として完成されることになった。
紫香楽の地は、当時の感覚においては余りに山奥である事から、ここを都としたことを巡っては諸説があり、恭仁京周辺に根拠を持つ橘氏に対抗して藤原仲麻呂ら藤原氏が関与したとする説や天皇が自らの仏教信仰の拠点を求めて良弁・行基などの僧侶の助言を受けて選定したとする説などがある（なお、藤原氏と同氏出身の光明皇后に関しては紫香楽宮放棄と大仏計画中止の原因になった紫香楽周辺での不審な山火事に関与したとする説もある）。

## 遺構

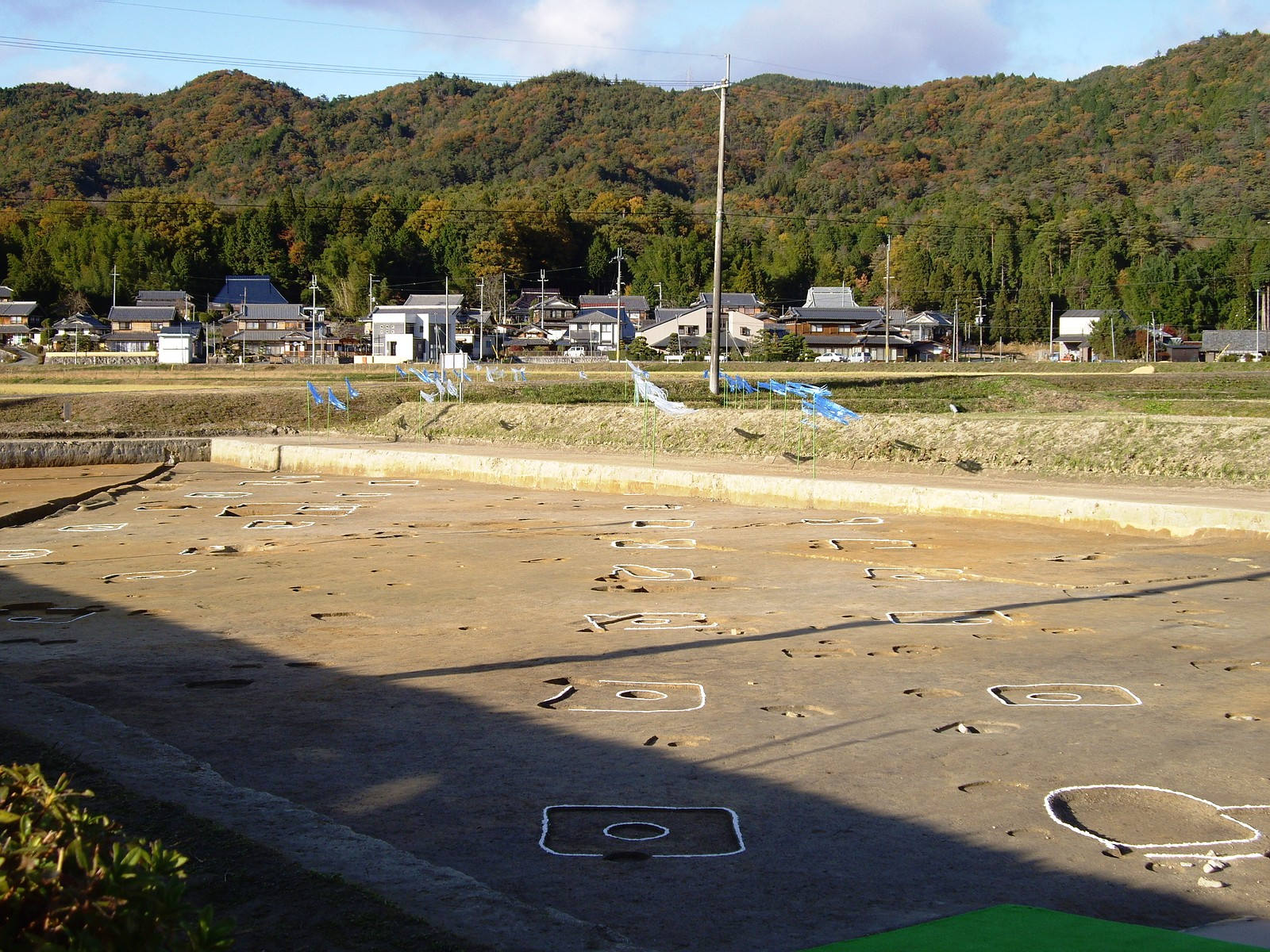
紫香楽宮跡宮町地区（宮町遺跡）
（滋賀県甲賀市）

かつては甲賀市信楽町内裏野地区の遺跡が紫香楽宮跡と考えられていたが（1926年「紫香楽宮跡」として国の史跡に指定）、北約2kmに位置する宮町遺跡から大規模な建物跡が検出され、税納入を示す木簡が大量に出土したことなどから、宮町遺跡が宮跡と考えられるようになり、内裏野地区の遺跡は甲賀寺（甲可寺）跡であるという説が有力である。2005年には宮町遺跡を含む19.3ヘクタールが史跡「紫香楽宮跡」に追加指定されている。
現在でも、「宮町」「勅旨」「内裏野」などの地名が残り、往事の宮城の名残を残している。

## 交通
信楽高原鐵道/信楽線・紫香楽宮跡駅下車 徒歩20分

## 周辺情報
恭仁京東北道